# Allium lipskyanum
Allium lipskyanum — вид рослин з родини амарилісових (Amaryllidaceae); поширений в Узбекистані й Таджикистані.

## Опис
Гнучке стебло заввишки 20–50 см. Листків 2, вузьке, розпростерті. Зонтик щільний. Квітки чашоподібні, досить великі (15 мм), глибокого рожевого кольору. 

## Поширення
Поширений в Узбекистані й Туркменістані.